# Championnats du monde d'aviron 2016
Navigation
Lac d'Aiguebelette 2015 Sarasota 2017
Les championnats du monde d'aviron 2016, quarante-sixième édition des championnats du monde d'aviron, ont lieu en août 2016 à Rotterdam, aux Pays-Bas. Lors de cette édition, les championnats du monde sont associés aux championnats du monde juniors d'aviron ainsi qu'au championnat du monde U23 d'Aviron. Seules les courses non-olympiques figurent à ces Mondiaux en raison des Jeux olympiques d'été de 2016.

### Site de la compétition

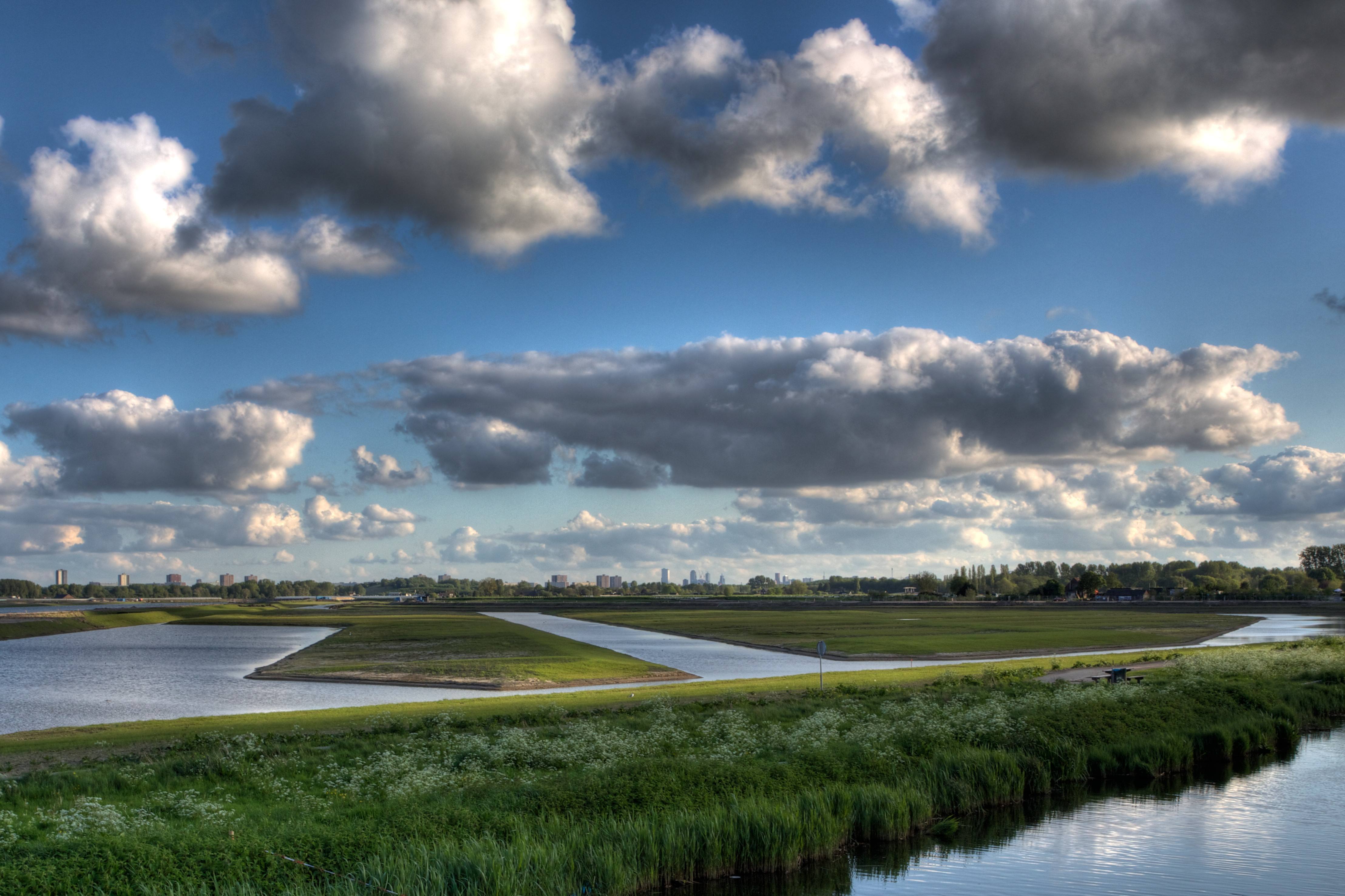
Le bassin lors de sa construction

## Résultats

### Hommes
La course de huit poids légers est abandonnée après les Championnats du monde d'aviron 2015 en raison de la faible participation lors des trois derniers championnats
| Épreuve                            | Or                                                                       | Or            | Argent                                                                    | Argent        | Bronze                                                                              | Bronze        |
| ---------------------------------- | ------------------------------------------------------------------------ | ------------- | ------------------------------------------------------------------------- | ------------- | ----------------------------------------------------------------------------------- | ------------- |
| Deux de pointe avec barreur M2+    | Grande-Bretagne Oliver Cook Callum McBrierty Henry Fieldman              | 7 min 29 s 69 | Canada Andrew Stewart-Jones Benjamin De Wit Kevin Chung                   | 7 min 32 s 05 | Italie Mario Paonessa Vincenzo Capelli Andrea Riva                                  | 7 min 32 s 22 |
| Skiff poids légers LM1x            | Paul O'Donovan Irlande                                                   | 7 min 32 s 84 | Péter Galambos Hongrie                                                    | 7 min 36 s 95 | Lukáš Babač Slovaquie                                                               | 7 min 38 s 89 |
| Quatre de couple poids légers LM4x | Allemagne Patrik Stöcker Florian Roller Johannes Ursprung Cedric Kulbach | 6 min 23 s 09 | France François Teroin Damien Piqueras Maxime Demontfaucon Morgan Maunoir | 6 min 24 s 72 | Grèce Georgios Konsolas Spyrídon Giannáros Panayiótis Magdanís Eleftherios Konsolas | 6 min 26 s 58 |
| Deux de pointe poids légers LM2−   | France Augustin Mouterde Alexis Guerinot                                 | 7 min 14 s 18 | Danemark Emil Espensen Jens Vilhelmsen                                    | 7 min 15 s 30 | Grande-Bretagne Joel Cassells Sam Scrimgeour                                        | 7 min 16 s 49 |

### Handisport
| Épreuve  | Or                                           | Or            | Argent                             | Argent        | Bronze                                  | Bronze        |
| -------- | -------------------------------------------- | ------------- | ---------------------------------- | ------------- | --------------------------------------- | ------------- |
| LTAMix2x | France Guylaine Marchand Fabien Saint-Lannes | 8 min 38 s 53 | Autriche Johanna Beyer Rainer Putz | 9 min 06 s 51 | Russie Valentina Zhagot Evgenii Borisov | 9 min 27 s 74 |